# Siiri Angerkoski
Siiri Saimi Angerkoski (21 de agosto de 1902-28 de marzo de 1971) fue una actriz teatral, cinematográfica y televisiva finlandesa. Con casi un centenar de películas en su haber, es la intérprete más prolífica de la cinematografía finlandesa.

## Inicios
Su verdadero nombre era Siiri Saimi Palmu, y nació en Oulu, Finlandia, siendo la primera hija de Kustaa Sakarinpoika Palmu (3 de abril de 1880 – finales de 1904) y Hanna Juhontytär Johanssonin (nacida el 9 de marzo de 1877).
En sus primeros años, Angerkoski y su familia se mudaron con frecuencia. Su hermana menor, Iines Ihanelma, nació en Turku en 1905, y otra hermana, Irja Inkeri, nació en Maaria en 1907. Hanna, su madre, fue encarcelada en 1910 por tener dos abortos ilegales. Liberada en 1916, su marido se había casado con otra mujer, Anna Saarenpää. Hanna emigró a los Estados Unidos junto a su hermana y no volvió. Fue declarada muerta en 1979. Anna Saarenpää y Kustaa Palmulle se quedaron a cargo de las tres hermanas, y tuvieron otros ocho hijos.
La familia se mudó a Oulu en 1915. Siiri Palmu cursó estudios primerios en Turku. Tras la guerra civil finlandesa fueron a  vivir a Pori.

## Carrera

### Teatro
La primera actuación teatral de Siiri Palmu tuvo lugar en el Teatro de los Trabajadores de Pori, en una representación al aire libre el 20 de agosto de 1921 de la obra de F. A. Dahlgren Vermlantilaisia. El día de Año Nuevo de 1922 actuó en la pieza Pohjalaisia. En los años siguientes volvió a trabajar en varias ocasiones en dicha obra, y en 1936 actuó en su adaptación al cine. 
Palmu fue a vivir a Rauma entre 1924 y 1925. En el Teatro Rauma fue Scampolo en la obra del mismo título de Dario Niccodemi. En la siguiente temporada volvió a Pori, participando en la obra de Ferenc Csepreghy Punaisessa laukussa. Su último estreno en Pori llegó el 18 de marzo de 1926, la pieza de Franz Lehár La viuda alegre, en la cual encarnó a Valencienne. En total, en sus años en Pori había hecho 40 papeles, demostrando su habilidad para el canto.
Su reputación iba gradualmente en ascenso. Fue contratada en el otoño de 1926 por el Teatro de los trabajadores de Víborg. Allí conoció a Kaarlo Angerkoski. La futura pareja actuó junta por primera vez en Häitten jälkeen, pieza estrenada el 25 de agosto de 1926, coincidiendo en otras obras hasta 1927.
Siiri Palmu se trasladó a Vaasa para trabajar entre 1928 y 1929. Allí hizo su familiar papel de Kaisa en Pohjalaisissa. Otro de sus papeles fue el de Colombe en Volpone. El Teatro de los trabajadores de Vaasan dejó de representar en 1929, y Siiri Palmu fue a vivir a Jyväskylä.
La primera obra de Palmu en el Teatro de los trabajadores de Jyväskylä fue la opereta Nuoruuden kevät, representada en 1929. En el otoño del siguiente año celebró sus primeros diez años como actriz con la opereta de Emmerich Kálmán Hollantilaistyttö, recibiendo críticas positivas. Trabajó dos años en Jyväskylä, y en el verano de 1931 se mudó a Turku, donde ese mismo año se incorporó Kaarlo Angerkoski. La pareja se comprometió en la Navidad de 1932.
Palmu actuó por primera vez en Turku en 1931, en el Teatro de verano, con la obra Sotilasrakkautta. Ese mismo verano actuó en Seitsemän veljestä. Las últimas obras con las que trabajó Palmu en Turku fueron Laulu tulipunaisesta kukasta y Häät Rymättylässä. En 1933 se trasladó a Tampere, en el mismo teatro que Kaarlo Angerkoski. Ambos se casaron el 10 de septiembre de 1933.
Siiri Angerkoski actuó en cinco obras en el Teatro Tampere en el otoño de 1933, y el 6 de marzo de 1934 nació su única hija, Sirkka-Liisa. Al siguiente verano fue a vivir a Helsinki, trabajando con su marido en el Helsingin Kansanteatteri desde 1934 a 1938. Formaron una popular pareja de actores, constituyendo finalmente un trío cuando Leo Lähteenmäki, padrino de la hija de Angerkoski, se sumó a las actuaciones del matrimonio. La primera obra de Siiri Angerkoski en Helsinki fue Tukkipojan morsian, representada en agosto de 1934. 

### Cine
La carrera cinematográfica de Siiri Angerkoski comenzó en 1933 con Pikku myyjätär, única cinta dirigida por Georg Malmstén. Su siguiente película fue Kaikki rakastavat (1935), la primera en la que actuaban juntos Ansa Ikonen y Tauno Palo.
En la cinta Asessorin naishuolet (1937), Angerkoski encarnaba a Matilda Bybom, actuando junto a Aku Korhonen. En la película la actriz cantaba un extracto de la opereta Ollaan niinkuin pääskyset. En años posteriores actuó junto a Aku Korhonen en varias ocasiones, una de ellas Täysosuma (1942), primera producción dirigida por Hannu Leminen, en la cual también actuaba Ansa Ikonen y Lasse Pöysti.
En el año 1938 la productora Suomen Filmiteollisuus contrató a Siiri y Kaarlo Angerkoski, actuando juntos en varias películas. Sin embargo, Kaarlo Angerkoski falleció en vísperas de la Guerra de Invierno, el 1 de octubre de 1939, a los 33 años de edad. Siiri Angerkoski continuó actuando para SF hasta el año 1963.
Uno de los papeles más recordados de Angerkoski fue el de Hilda, empleada doméstica que aparecía en seis películas dedicadas a la Familia de Suominen (Suomisen perhe) rodadas entre 1941 y 1959. Sin embargo, su personaje más relevante fue el de Justiina Puupää, esposa de Pekka Puupää. Angerkoski fue Justiinaa en doce de las trece películas de Pekka y Pätkä estrenadas entre 1953 y 1960, actuaciones en las que algunos críticos veían un desperdicio de su talento artístico.
Otras producciones interpretadas por Siiri Angerkoski en los años 1940 fueron SF-paraati (1940), Kaivopuiston kaunis Regina (1941), August järjestää kaiken (1942) Pikku-Matti maailmalla (1947), Haaviston Leenissä (1948), Prinsessa Ruusunen (1949) y Serenaadiluutnantti (1949). En total, actuó en treinta y seis películas en dicha década.
En Köyhä laulaja (1950), Angerkoski volvió a demostrar su habilidad como cantante, lo cual repitió en Vain laulajapoikia (1951), interpretando a Siiri Palmu. Fue una dama de la clase alta en Tanssi yli hautojen (1950), y encarnó a la gitana Jenny Lindman en tres cintas: Muhoksen Mimmi (1952), Lentävä kalakukko (1953) y Majuri maantieltä (1954). En la segunda mitad de la década trabajó,entre otras películas, en Kaunis Kaarina (1955) y Kahden ladun poikki (1958).
En los años 1960 disminuyeron las producciones de SF. Angerkoski fue Manta Neula en Kankkulan kaivolla (1960), cantando el tema Vanha mustalainen. Angerkoski hizo únicamente dos películas en color, Kun tuomi kukkii (1962) y Ihana seikkailu (1962). 
Siiri Angerkoski no abandonó totalmente su actividad teatral a lo largo de su larga carrera cinematográfica. En su repertorio se incluía el personaje de Kaisa en Pohjalaisten. Fue Lilli Sorja en la primavera de 1948 en la obra de Mika Waltari Myöhästynyt hääyö. En el verano de 1950 representó en Tampere Nummisuutarit, con el mismo papel que había hecho en la adaptación para el cine, y en los años 1960 hizo algunas actuaciones en el Teatro Intimiteatteri. 
Además de todo ello, también hizo varias actuaciones de radioteatro en 1963 y 1970.

### Televisión
Angerkoski participó en varias producciones televisivas en la década de 1960. El 29 de noviembre de 1964 apareció en la serie de Lasse Malmlund Kuplia, con Maija Karhi y Leo Jokela. Angerkoski actuó igualmente en las series Sisarukset y Tarinatalo, en esta última con el papel de Lydia Lindströmiä, emitiéndose el programa por MTV3 entre 1966 y 1969. Su último trabajo fue el telefilme de Yle Aliisa, rodado en 1970, cuando ya estaba gravemente enferma.

### Premios
Recibió el Premio Jussi en dos ocasiones: en 1945 por su trabajo en Anna Liisa, y a título póstumo, en 1971, por su actuación en el telefilme Aliisa (1970). 

### Muerte
Siiri Angerkoski falleció en el Hospital Meilahden sairaala de Helsinki en 1971, a los 68 años de edad, tras llevar más de un año enferma de un cáncer de colon. Junto con Kaarlo Angerkoski fue enterrada en el Cementerio de Hietaniemi de Helsinki.

## Filmografía
- 1933 : Pikku myyjätär
- 1935 : Kaikki rakastavat
- 1936 : Vaimoke
- 1936 : Taistelu Heikkilän talosta
- 1936 : Seikkailu jalkamatkalla
- 1936 : Pohjalaisia
- 1936 : Mieheke
- 1937 : Lapatossu
- 1937 : Kuriton sukupolvi
- 1937 : Kuin uni ja varjo
- 1937 : Asessorin naishuolet
- 1938 : Tulitikkuja lainaamassa
- 1938 : Syyllisiäkö?
- 1938 : Rykmentin murheenkryyni
- 1938 : Olenko minä tullut haaremiin
- 1938 : Nummisuutarit
- 1939 : Helmikuun manifesti
- 1939 : Halveksittu
- 1939 : Eteenpäin – elämään
- 1940 : Tavaratalo Lapatossu & Vinski
- 1940 : Suotorpan tyttö
- 1940 : SF-paraati
- 1940 : Serenaadi sotatorvella
- 1940 : Runon kuningas ja muuttolintu
- 1941 : Totinen torvensoittaja
- 1941 : Täysosuma
- 1941 : Suomisen perhe
- 1941 : Poikamies-pappa
- 1941 : Perheen musta lammas
- 1941 : Kaivopuiston kaunis Regina
- 1941 : Jos oisi valtaa...
- 1942 : Uuteen elämään
- 1942 : Suomisen Ollin tempaus
- 1942 : Onni pyörii
- 1942 : Niin se on, poijaat!
- 1942 : Avioliittoyhtiö
- 1942 : August järjestää kaiken
- 1943 : Suomisen taiteilijat
- 1944 : Vaivaisukon morsian
- 1944 : Sylvi
- 1944 : Suomisen Olli rakastuu
- 1945 : Vain sinulle
- 1945 : Suomisen Olli yllättää
- 1945 : Anna Liisa
- 1946 : Synnin jäljet
- 1946 : Nuoruus sumussa
- 1947 : Särkelä itte
- 1947 : Pikku-Matti maailmalla
- 1947 : Kuudes käsky
- 1947 : Kultamitalivaimo
- 1948 : Onnen-Pekka
- 1948 : Haaviston Leeni
- 1949 : Serenaadiluutnantti
- 1949 : Prinsessa Ruusunen
- 1949 : Isäntä soittaa hanuria
- 1950 : Tanssi yli hautojen
- 1950 : Professori Masa
- 1950 : Köyhä laulaja
- 1950 : Isäpappa ja keltanokka
- 1951 : Vain laulajapoikia
- 1951 : Rovaniemen markkinoilla
- 1952 : On lautalla pienoinen kahvila
- 1952 : Muhoksen Mimmi
- 1952 : Mitäs me taiteilijat
- 1952 : Kuollut mies kummittelee
- 1953 : Rantasalmen sulttaani
- 1953 : Pekka Puupää kesälaitumilla
- 1953 : Pekka Puupää
- 1953 : Me tulemme taas
- 1953 : Lentävä kalakukko
- 1953 : Hilja – maitotyttö
- 1954 : Taikayö
- 1954 : Pekka ja Pätkä lumimiehen jäljillä
- 1954 : Minä soitan sinulle illalla
- 1954 : Majuri maantieltä
- 1954 : Kaksi vanhaa tukkijätkää
- 1954 : Hei, rillumarei!
- 1955 : Pekka ja Pätkä puistotäteinä
- 1955 : Pekka ja Pätkä pahassa pulassa
- 1955 : Kaunis Kaarina
- 1956 : Viisi vekkulia
- 1957 : Pikku Ilona ja hänen karitsansa
- 1957 : Pekka ja Pätkä sammakkomiehinä
- 1957 : Pekka ja Pätkä salapoliiseina
- 1957 : Pekka ja Pätkä ketjukolarissa
- 1958 : Pieni luutatyttö
- 1958 : Pekka ja Pätkä Suezilla
- 1958 : Pekka ja Pätkä miljonääreinä
- 1958 : Murheenkryynin poika
- 1958 : Kahden ladun poikki
- 1959 : Yks' tavallinen Virtanen
- 1959 : Taas tapaamme Suomisen perheen
- 1959 : Pekka ja Pätkä mestarimaalareina
- 1960 : Pekka ja Pätkä neekereinä
- 1960 : Opettajatar seikkailee
- 1960 : Oho, sanoi Eemeli
- 1960 : Kankkulan kaivolla
- 1960 : Isaskar Keturin ihmeelliset seikkailut
- 1961 : Tyttö ja hattu
- 1961 : Minkkiturkki
- 1961 : Kertokaa se hänelle...
- 1962 : Kun tuomi kukkii
- 1962 : Ihana seikkailu
- 1962 : ”Ei se mitään!” sanoi Eemeli
- 1963 : Teerenpeliä
- 1963 : Jengi
- 1963 : Mamman kiusallakin (TV)
- 1964 : Viisastohvelisankari (TV)
- 1964 : Ei puku miestä paranna (TV)
- 1965 : Viipurilaisen iltapäivä (TV)
- 1965 : Keinumorsian (TV)
- 1965 : Armoton ammattilainen (TV)
- 1968 : Tanttikauden tilinpäätös (TV))
- 1968 : Rouva Carrarin kiväärit (TV)
- 1968 : Valkoinen varis (TV)
- 1969 : Kesyttömät veljekset
- 1970 : Aliisa (TV)